# Kiznaiver
Kiznaiver (キズナイーバー, Kizunaībā), est une série d’animation japonaise produite par Trigger et écrite par Mari Okada.
Les personnages de la série sont écrits par Shirow Miwa tandis qu'elle est réalisée par Hiroshi Kobayashi. Kiznaiver raconte l'histoire d'un groupe de lycéen choisi pour faire partie d'un programme expérimental qui a pour but de créer des liens entre personne en les forçant à partager leur douleur. La série est thématiquement semblable aux précédents travaux de Trigger, qui traitent des problèmes attribués à interaction entre les personnages. La série est diffusée entre avril 2016 et juin 2016 sur Tokyo MX au Japon et en simulcast sur Wakanim dans les pays francophones. Le titre de la série est basé sur les mots japonais pour « blessure/cicatrice » (傷, kizu) et « lien/liaison » (絆, kizuna).
Une adaptation en manga est publiée en 2 tomes entre mars 2016 et février 2017.

## Synopsis
Kiznaiver se déroule dans une ville japonaise futuriste et fictive nommée Sugomori. Tandis que la ville a l'air d'être normale, elle a été en réalité créée pour une expérimentation à large échelle connue sous le nom de Kizna, qui a pour but de connecter les personnes à travers le partage de la douleur et de la souffrance, physique et émotionnelle. Ceux qui sont connectés par ce système sont nommés les « Kiznaivers ».
Quelques jours avant le début des vacances d'été, une fille mystérieuse qui semble sans émotion, Noriko Sonozaki, apprend au lycéen Katsuhira Agata et à plusieurs de ses camarades de classes qu'ils ont été sélectionnés pour devenir des Kiznaivers. Partager la douleur des uns et des autres leur permet de construire des liens entre leurs différentes vies et personnalités. 

## Personnages
Katsuhira Agata (阿形 勝平, Agata Katsuhira)
Voix japonaise : Yūki Kaji, voix française : Bastien Bourlé
Le protagoniste principal de l'histoire, apathique et peu émotif.
Noriko Sonozaki (園崎 法子, Sonozaki Noriko)
Voix japonaise : Hibiku Yamamura, voix française : Marie Nonnenmacher
Une belle fille qui manque de gentillesse envers les humains et qui n'affiche aucune émotion que ce soit.
Chidori Takashiro (高城 千鳥, Takashiro Chidori)
Voix japonaise : Yuka Terasaki (ja), voix française : Clara Soares
L'amie d'enfance de Katsuhira qui est maladroite, émotive et curieuse par moments.
Hajime Tenga (天河 一, Tenga Hajime)
Voix japonaise : Tomoaki Maeno (ja), voix française : Jean-Marco Montalto
Un délinquant qui est excessivement impulsif et bagarreur, mais très protecteur envers ses amis.
Nico Niiyama (新山 仁子, Niiyama Niko)
Voix japonaise : Misaki Kuno, voix française : Caroline Combes
Une fille énergique qui se comporte de manière excentrique en prétendant qu'elle « voit les fées ».
Tsuguhito Yuta (由多 次人, Yuta Tsuguhito)
Voix japonaise : Nobunaga Shimazaki, voix française : Christophe Seugnet
Un étudiant sournois, égocentrique, honnête et séducteur.
Honoka Maki (牧 穂乃香, Maki Honoka)
Voix japonaise : Rina Satō, voix française : Nathalie Bienaime
Une fille distante et intelligente qui maintient extérieurement une attitude froide et condescendante envers les autres. Elle semble apprécier Yuta mais déteste ces stéréotypes sur l'amour et la beauté.
Yoshiharu Hisomu (日染 芳春, Hisomu Yoshiharu)
Voix japonaise : Kōtarō Nishiyama (ja), voix française : François Creton
Un bel homme distinct enveloppé de mystère. Il est masochiste.

## Manga
Un manga dérivé de la série est réalisé par Roji Karegish et a été publié en simulcast, d'un côté numériquement sur la plateforme de lecture en ligne de manga sur Crunchyroll et dans le magazine Dengeki Maoh de Kadokawa Shoten. Il a été publié du 25 mars 2016 au 27 février 2017 et a été compilé en deux volumes.
Un manga en version humoristique mettant en vedette les personnages sous forme chibi du nom de Mini! Kiznaiver Gekijō (みにっ! きずないーばー劇場) est dessiné par S. Kosugi et sérialisé sur Dengeki Comics NEXT. La version tankōbon est sortie le 6 juin 2016.

### Liste des volumes
| no | Japonais        | Japonais          |
| no | Date de sortie  | ISBN              |
| -- | --------------- | ----------------- |
| 1  | 25 mars 2016    | 978-4-04-892173-2 |
| 2  | 27 février 2017 | 978-4-04-865427-2 |

## Anime
La série est un anime original produit par Trigger, dirigée par Hiroshi Kobayashi et scénarisée par Mari Okada. Pour les pays francophones, la série est diffusée en simulcast sur Wakanim depuis le 9 avril 2016 jusqu'au 25 juin 2016.

### Liste des épisodes
| No | Titre français                                                                                               | Titre japonais                                                                     | Titre japonais                                                                                 | Date de 1re diffusion |
| No | Titre français                                                                                               | Kanji                                                                              | Rōmaji                                                                                         | Date de 1re diffusion |
| -- | --- | ---------------------------------------------------------------------------------- | ---------------------------------------------------------------------------------------------- | --------------------- |
| 1  | Depuis ce jour où je l'ai aperçue, il arrive que des liens se tissent                                        | 一目あったその日から, 絆の花咲くこともある                                         | Hitome atta sono hi kara, kizuna no hanasaku koto mo aru                                       | 9 avril 2016          |
| 2  | Si tu sais avaler un truc aussi tordu, 2 seaux de barium, à côté, c'est facile !                             | こんな異常事態カンタンに飲みこめんならバリウムなんざバケツ二杯は軽く余裕だっつーの | Konna ijō jitai kantan ni nomi kome nara Bariumuna nanza baketsu nihai wa karuku yoyū dattsūno | 16 avril 2016         |
| 3  | Aussi pourrie que soit la situation, il faut regarder le bon côté des choses !                               | どんなにさんざんな状況だって捉えかた次第でなんとかやっていけるかも…… ねっ？        | Donna ni sanzan na jōkyō datte torae kata shidai de nantoka yatteikeru kamo…… ne?              | 23 avril 2016         |
| 4  | Enfermés dans une boîte étroite, en compagnie de poison luisants !                                           | せっかく繋がりあったんだしさもっとお互いわかりあおうよん                           | Sekkaku tsunagari attandashi sa motto otagai wakari aou yon                                    | 30 avril 2016         |
| 5  | Ouai, un camp d'entraînement ! On va marcher dans des crottes de daim, et faire des batailles de polochons ! | ひゃっほい, 合宿だぁ！ 鹿のフン踏んで枕投げしてゴーゴー！                          | Hiyahhoi, gasshuku daa! Shika no Fun funde makuranage shite Gō Gō!                             | 30 avril 2016         |
| 6  | En traînant avec vous, il n'arrive vraiment rien de bien !                                                   | あんた達といるとほんっとにろくなことがない                                         | Anta-tachi to iru to hontto ni rokuna koto ga nai                                              | 14 mai 2016           |
| 7  | Le combat qui révélera la douleur divisée par sept, remultipliée par sept.                                   | 七分の一の痛みのそのまた七倍の正体に触れる戦い                                     | Nana-bun no ichi no itami no sono mata nana bai no shōtai ni fureru tatakai                    | 21 mai 2016           |
| 8  | Mais généralement, les moments de bonheur ne durent pas.                                                     | ハッピーな時間ってそうそう長くは続かないものだよね                                 | Happī na jikan tte sōsō nagaku wa tsudzukanai mono da yo ne                                    | 28 mai 2016           |
| 9  | Alors, il n'y a plus rien à faire ?                                                                          | 万事休す……かしら                                                                   | Banjikyūsu…… kashira                                                                           | 4 juin 2016           |
| 10 | Tu aurais dû savoir que l'amour n'est pas toujours réciproque, hein ?                                        | 好きな気持ちがむくわれないかもなんて重々承知の上だろ？                             | Sukina kimochi ga mukuwarenai kamo nante jūjū shōchi no ue daro?                               | 11 juin 2016          |
| 11 | Il faut s'appeler régulièrement pour s'assurer de nos sentiments ! On est amis !                             | いちいち連絡しあって気持ちを確認しあわないと。だって、友達なんだから！             | Ichiichi renraku shiatte kimochi o kakunin shiawanaito. Datte, tomodachi nanda kara!           | 18 juin 2016          |
| 12 | Quand le système Kizna s'étendra dans le monde entier                                                        | 世界中にキズナシステムが広がって                                                   | Sekaijū ni Kizuna Shisutemu ga hirogatte                                                       | 25 juin 2016          |

### Génériques
| Générique | Début                | Début                | Fin                | Fin                   |
| Générique | Titre                | Groupe               | Titre              | Groupe                |
| --------- | -------------------- | -------------------- | ------------------ | --------------------- |
| Saison 1  | LAY YOUR HANDS ON ME | BOOM BOOM SATELLITES | Hajimari no Sokudo | Sangatsu no Phantasia |